# Friedrich Volckmar

Friedrich Volckmar (1799–1876)

Ludolf Franz Friedrich Volckmar (* 7. Juli 1799 in Soest; † 7. März 1876 in Leipzig) war ein deutscher Unternehmer, der als Begründer des modernen Zwischenbuchhandels gilt.

## Leben
Friedrich Volckmar wurde als Sohn eines Kaufmanns geboren und ging 1815 in Dortmund beim Materialwarenhändler Gottlieb Brockhaus in die Lehre. Nach seinem Militärdienst, den er 1819 bis 1820 ableistete, arbeitete er in Leipzig bei Friedrich Arnold Brockhaus, dem Bruder von Gottlieb Brockhaus. 1829 übernahm er mit Gustav Schaarschmidt das Sortiments- und Kommissionsgeschäft C. H. F. Hartmann. Am 17. Oktober 1832 heiratete Friedrich Volckmar Pauline Gersch, mit der er 1835 den Sohn Otto Friedrich Volckmar bekam. 1833 wurde das Geschäftsverhältnis mit Schaarschmidt gelöst; Volckmar behielt den Verlag und das Kommissionsgeschäft. Er spezialisierte sich fortan auf den Kommissionsbuchhandel, den er konzeptionell ausfeilte: Das Unternehmen war nicht mehr nur Vermittler zwischen Verlagen und Sortimenten, sondern verfügte über einen Vorrat gängiger Bücher, aus dem diese an die Sortimentsbuchhandlung bar weiterverkauft werden konnten. 1840 bis 1841 war er Stellvertreter des Leipziger Sekretärs des Börsenvereins der Deutschen Buchhändler und 1851 bis 1852 im Rechnungsausschuss des Börsenvereins tätig. Eigentlicher Wegbereiter des Barsortiments war jedoch Volckmars Neffe und späterer Schwiegersohn Carl Voerster, der ab 1843 in Volckmars Firma tätig war und 1854 als Teilhaber aufgenommen wurde. Dieser hatte 1847 die Vorratshaltung der gängigen Titel angebahnt und war auch für das 1861 aufgekaufte Barsortiment von Louis Zander verantwortlich. 1858 oder 1859 gab Friedrich Volckmar die Geschäftsleitung seiner Firma ab, die sein Sohn Otto Friedrich und Carl Voerster übernahmen. Friedrich Volckmar wurde im Volckmarschen Erbbegräbnis in der IV. Abteilung des Neuen Johannisfriedhofs beerdigt.
1918 fusionierte F. Volckmar mit dem Großhändler Karl Franz Koehler in Leipzig zur Koehler & Volckmar AG (KV).
Archivgut des Verlages befindet sich im Sächsischen Staatsarchiv, Staatsarchiv Leipzig und bildet dort den Bestand.
Heute firmiert das Unternehmen unter dem Namen Koch, Neff und Volckmar.
Viele Einbände der Firma Friedrich Volckmars sind mit dem Monogramm „FV“ auf dem hinteren Deckel mittig gekennzeichnet.